# 2월 4일
2월 4일은 그레고리력으로 35번째(윤년일 경우도 35번째) 날에 해당한다. 한자 문화권의 24절기 중에선 입춘에 해당하며, 절월력의 새해 첫날이기도 하다.

## 사건
- 211년 - 로마 제국의 황제 셉티미우스 세베루스가 칼레도니아 원정을 준비하는 도중 사망하다.
- 1789년 - 미국 초대 대통령 조지 워싱턴이 선출됨.
- 1945년 - 제2차 세계대전 연합국이 독일 처리 문제를 위한 얄타 회담을 개최.
- 2004년 - 안상영 부산시장 자살.
- 2006년 -
  - 필리핀 마닐라의 한 경기장에서 압사사고가 발생, 88명이 숨지고 280여 명이 다쳤다.
  - 국제원자력기구(IAEA) 특별이사회는 이란 핵문제를 유엔 안전보장이사회에 회부할 것을 요구하는 결의안을 통과시켰다.
  - 서울 세종로에서 "황우석 교수 줄기세포 연구재개"를 요구하며 정해준 씨가 분신자살을 했다.
  - 덴마크 윌란스 포스텐 지를 통해 소개된 무함마드 만평에 분노한 시리아의 무슬림 수천 명이 다마스쿠스에 있는 덴마크 대사관 건물에 난입해 불을 질렀다. 무함마드 풍자 만평으로 이슬람권의 반발이 걷잡을 수 없을 정도로 확대되면서 최초로 만평을 그렸던 작가 12명이 24시간 경호를 받는 등 극심한 신변 위협을 느끼고 있다고 영국 일간 더타임스 인터넷판이 보도했다.
- 2007년 - '종합편성채널 도입을 촉구하는 전문가모임' (정책건의 발의인단 공동대표 유재천ㆍ최열ㆍ문창재ㆍ유숙렬)은 종합편성PP가 조속히 도입돼야 한다는 정책건의서를 방송위원회에 보냈다.
- 2008년 -
  - 대한민국의 법학전문대학원으로 선정된 25개 대학이 예비인가 잠정안을 그대로 최종 확정키로 했다. 탈락한 대학교는 이에 대응해 법원에 가처분 신청할 예정이다.
  - 민주노동당 자주파 대의원들이 일명 "심상정 민노당 혁신안"을 부결시킨 것에 관련해 심상정 민주노동당 비대위원장이 사퇴했다.
  - WKBL은 김은경 선수에 대해 잔여경기 출장정지 및 벌금 300만원의 징계를 결정했다.
  - 2008년 2월 미국 토네이도: 미국에서 토네이도가 발생, 52명이 사망하고 200여 명이 다쳤다. 사망자는 알라바마 주 4, 아칸소주 13, 테네시주 28, 켄터키주 7명이었다.
- 2012년 -
  - 러시아 모스크바에서 블라디미르 푸틴의 재집권을 반대하는 시위가 열리다.
  - 유엔 안전보장이사회는 시리아 아사드 정권에 대해 반체제파의 무력진압을 중단하는 것을 요구하는 결의안을 채택하다.
- 2014년 - 스코틀랜드 의회가 동성 결혼을 허용하는 법률안을 통과시키다.
- 2015년 - 중화민국 트랜스아시아 항공 소속의 ATR 72-600기가 지룽강에 추락하였다.
- 2017년 - 동탄 메타폴리스 홈플러스 화재가 발생했다.

## 문화
- 2007년 - 국악전문채널 국악방송(서울경기 FM 99.1MHz)이 원래 사옥인 국립국악원에서 서울 상암동 DMC로 이전했다.
- 2011년 - IANA가 IPv4의 할당 중지를 선언했다.
- 2020년 - MBC 뉴스 NOW 개국.

## 탄생
- 1820년 - 체코의 소설가 보제나 넴초바. (~1862년)
- 1881년 - 프랑스의 화가 조제프 페르낭 앙리 레제. (~1955년)
- 1892년 - 대한민국의 독립운동가 나석주. (~1926년)
- 1894년 - 미국의 영화 감독 킹 비도어. (~1982년)
- 1902년 - 미국의 비행기 조종사 찰스 린드버그. (~1974년)
- 1906년
  - 미국의 천문학자 클라이드 톰보. (~1997년)
  - 독일의 개신교 신학자 디트리히 본회퍼. (~1945년)
- 1913년 - 미국의 아프리카계 미국인 민권 운동가 로자 파크스. (~2005년)
- 1918년 - 영국, 미국의 배우, 영화감독 이다 루피노. (~1995년)
- 1924년 - 대한민국의 정치인 이영근. (~2020년)
- 1928년 - 조선민주주의인민공화국의 정치가 김영남.
- 1929년 - 대한민국의 영화배우 조미령.
- 1930년 - 대한민국의 배우 박노식. (~1995년)
- 1932년 - 미국의 소설가 로버트 쿠버. (~2024년)
- 1933년 - 일본의 작곡가 이치야나기 토시. (~2022년)
- 1936년 - 일본의 체조 선수 오노 기요코. (~2021년)
- 1940년 - 캐나다의 영화 감독, 영화 각본가, 배우, 작곡가 조지 A. 로메로. (~2017년)
- 1941년 - 대한민국의 시인 김지하. (~2022년)
- 1943년 - 미국의 컴퓨터 과학자 켄 톰프슨.
- 1946년 - 이탈리아의 배우 이바노 마레스코티. (~2023년)
- 1947년
  - 대한민국의 문학평론가 김재홍. (~2023년)
  - 미국의 정치인 돈 퀘일.
- 1948년 - 스페인의 가수, 배우 마리솔.
- 1954년 - 일본의 성우 치바 시게루.
- 1955년 - 대한민국의 정치인 길정우.
- 1956년 - 대한민국 언론인, 정치인 최문순.
- 1957년
  - 일본의 정치인, 내각총리대신 이시바 시게루.
  - 대한민국의 전문기업인 강승훈.
- 1958년
  - 대한민국의 기업인, 정치인 김민찬.
  - 일본의 소설가 히가시노 게이고.
- 1959년 - 일본의 외교관 아이보시 고이치.
- 1960년 - 대한민국의 소설가 정미경. (~2017년)
- 1961년 - 대한민국의 아나운서 이윤재.
- 1966년 - 일본의 배우, 전 가수 코이즈미 쿄코.
- 1967년
  - 러시아의 스케이팅 선수 세르게이 그린코프. (~1995년)
  - 대한민국의 기생충학 학자, 교수 서민.
- 1970년
  - 대한민국의 방송인, 배우, 대학 교수 박정숙.
  - 잉글랜드의 축구 선수, 에버턴 FC 스트라이커 케빈 캠벨. (~2024년)
- 1972년
  - 대한민국의 열사이자 학생운동가 강경대. (~1991년)
  - 대한민국의 배우 양동재.
- 1973년 - 대한민국의 아나운서 김소원.
- 1975년
  - 오스트레일리아의 가수 내털리 임브룰리아.
  - 오스트리아의 스노보드 선수 지크프리트 그라브너.
- 1976년
  - 대한민국의 배우 신현승.
  - 대한민국의 씨름 선수, 킥복싱 선수 김영현.
- 1977년
  - 대한민국의 농구 선수 주희정.
  - 대한민국의 모델, 배우 민지혁.
- 1979년 - 대한민국의 전 축구 선수 설기현.
- 1980년
  - 일본의 만화가 야부키 켄타로.
  - 대한민국의 배우 유정석.
- 1981년
  - 대한민국의 성우 최하나.
  - 대한민국의 가수 조이엄.
- 1982년 - 대한민국의 정치인 김병민.
- 1983년
  - 대한민국의 가수 낯선.
  - 대한민국의 소셜 벤쳐 공부의 신 설립자 강성태.
- 1984년 - 대한민국의 가수 고지후.
- 1985년
  - 대한민국의 배우 서지미.
  - 일본의 대식가 키노시타 유우카.
- 1986년
  - 대한민국의 가수 백충원.
  - 일본의 작곡가, 프로듀서 40mP.
- 1987년 - 대한민국의 영화배우 윤하.
- 1988년 - 대한민국의 전직 리그 오브 레전드 프로게이머 제파.
- 1989년
  - 대한민국의 야구 선수 최원제 (삼성 라이온즈).
  - 대한민국의 배우 미람.
  - 일본의 성우 오조라 나오미.
  - 대한민국의 배우 안지혜.
  - 대한민국의 배우 권은수.
- 1990년
  - 일본의 성우 토마츠 하루카.
  - 대한민국의 배우 한여울.
- 1991년
  - 대한민국의 배우 이아진.
  - 대한민국의 가수 김준원.
- 1992년
  - 대한민국의 모델 황현주.
  - 미국의 모델 해나 스토킹.
  - 쿠바의 유도 선수 안디 그란다.
- 1993년
  - 대한민국의 가수 김은비.
  - 대한민국의 배우 배누리.
- 1994년
  - 대한민국의 전직 리그 오브 레전드 프로게이머 피글렛.
  - 미국의 싱어송라이터, 배우 레이 벨로.
- 1995년
  - 대한민국의 야구 선수 문용익.
  - 일본의 축구 선수 다무라 쇼타.
- 1996년 - 대한민국의 바둑 기사 문종호.
- 1998년
  - 대한민국의 가수 신준섭 (마이틴).
  - 대한민국의 야구 선수 김성훈. (~2019년)
  - 대한민국의 축구 선수 맹성웅.
  - 대한민국의 펜싱 선수 김재원.
  - 대한민국의 바둑 기사 이동훈.
  - 대한민국의 펜싱 선수 김재원.
  - 일본의 성우 스즈시로 사유미.
- 1999년 - 대한민국의 전직 리그 오브 레전드 프로게이머 이지스.
- 2000년
  - 대한민국의 바둑 기사 김동희.
  - 튀르키예의 사격 가수 셰발 일라이다 타르한.
- 2001년
  - 대한민국의 야구 선수 오동욱.
  - 중화인민공화국의 쇼트트랙 선수 리원룽.
- 2002년
  - 대한민국의 래퍼 릴타치.
  - 대한민국의 리그 오브 레전드 프로게이머 듀로.
  - 아일랜드의 축구 선수 트로이 패럿.
- 2003년
  - 미국의 배우 카일라 케네디.
  - 대한민국의 농구 선수 이재현.
  - 덴마크의 축구 선수 라스무스 호일룬.
- 2007년 - 브라질의 가수 멜로디.

## 사망
- 211년 - 로마 제국의 제20대 황제 셉티미우스 세베루스. (146년~)
- 708년 - 제87대 로마 제국의 영토 교황 시신니오. (650년~)
- 1649년 - 소현세자의 차남 경완군.
- 1894년 - 벨기에의 음악가, 색소폰의 발명가 아돌프 삭스. (1814년~)
- 1918년 - 일본의 군인 아키야마 사네유키. (1868년~)
- 1977년 - 대한민국의 국문학자, 작가 양주동. (1903년~)
- 1989년 - 대한민국의 독립운동가, 종교인, 언론인, 사상가 함석헌. (1901년~)
- 1990년 - 대한민국의 가수 장덕. (1961년~)
- 1995년 - 미국의 작가, 소설가 퍼트리샤 하이스미스. (1921년~)
- 2001년 - 프랑스에서 활동한 그리스의 작곡가 이안니스 크세나키스. (1922년~)
- 2002년 - 대한민국의 목회자 김관석. (1922년~)
- 2004년 - 대한민국의 부산광역시장 안상영. (1938년~)
- 2012년 - 영국의 군인 플로렌스 그린. (1901년~)
- 2014년 - 대한민국의 언론인 박권상. (1929년~)
- 2017년 - 대한민국의 정치인 서영훈. (1920년~)
- 2018년 - 미국의 배우 존 머호니. (1940년~)
- 2019년
  - 대한민국의 의사 윤한덕. (1968년~)
  - 프랑스의 스키점프 선수 마티 뉘캐넨. (1963년~)
- 2020년
  - 케냐의 제2대 대통령 대니얼 아랍 모이. (1924년~)
  - 이집트의 영화배우 나디아 루트피. (1934년~)
- 2021년
  - 스웨덴의 영화배우 마가레타 와이버스. (1926년~)
  - 조선민주주의인민공화국의 정치인 리재일. (1935년~)
- 2022년
  - 대한민국의 배구 선수 김인혁. (1995년~)
  - 대한민국의 교육자 이원희. (1934년~)
- 2023년
  - 대한민국의 의사 노관택. (1930년~)
  - 대한민국의 정치인 배상도. (1939년~)
  - 이집트의 제53대 총리, 정치인 샤리프 이스마일. (1955년~)
- 2024년
  - 나미비아의 제3대 대통령 하게 게인고브. (1941년~)
  - 일본의 작가 션룽. (1936년~)
  - 일본의 서예가 아베 요코. (1928년~)
  - 이탈리아의 축구 선수, 축구 감독 자코모 로시. (1935년~)
  - 스웨덴의 축구 선수 쿠르트 함린. (1934년~)
- 2025년
  - 대한민국의 법의학자 문국진. (1925년~)
  - 니자리파의 지도자 아가 칸 4세. (1936년~)
  - 대한민국의 성우 이광세. (1940년~)
  - 대한민국의 의학자 주양자. (1931년~)

## 기념일
- 한국의 설날 - 1992년, 2038년, 2057년
- 세계 암의 날
- 로자 파크스 데이: 미국
- 뿌요의 날: 일본

## 같이 보기
- 전날: 2월 3일 다음날: 2월 5일 - 전달: 1월 4일 다음달: 3월 4일
- 음력: 2월 4일
- 모두 보기